# Záborie
Záborie (em húngaro: Zábor) é um município da Eslováquia, situado no distrito de Martin, na região de Žilina. Tem 5,2 km² de área e sua população em 2018 foi estimada em 168 habitantes.

## Demografia
| Ano:        | 1994 | 2004   | 2014    | 2024   |
| ----------- | ---- | ------ | ------- | ------ |
| Broj ljudi: | 116  | 123    | 156     | 171    |
| Razlika:    |      | +6,03% | +26,82% | +9,61% |

| Ano:               | 2023 | 2024   |
| ------------------ | ---- | ------ |
| Número de pessoas: | 169  | 171    |
| Diferença:         |      | +1,18% |